# Лучинское (городской округ Истра)
Лучинское — село в городском округе Истра Московской области России. Население — 414 чел. (2010), в селе 6 улиц, имеется почтовое отделение. С Истрой село связано автобусным сообщением (автобус № 25).

## Население
| 1852 | 1859 | 1886 | 1890 | 1899 | 1926 | 2002 |
| ---- | ---- | ---- | ---- | ---- | ---- | ---- |
| 341  | ↘262 | ↗370 | ↗400 | ↘391 | ↗548 | ↘416 |
| 2006 | 2010 |      |      |      |      |      |
| ↘367 | ↗414 |      |      |      |      |      |

## География
Село Лучинское находится на западе Московской области, в центральной части городского округа Истра, примерно в 4 км на юг от окружного центра — города Истры, на обоих берегах реки Маглуши. На северной окраине села — железнодорожная станция Новоиерусалимская Рижского направления Московской железной дороги, у западной проходит Волоколамское шоссе, высота центра — 159 метров над уровнем моря. Ближайшие населённые пункты — Шёлковая Гора, Слабошеино и Красная Горка.

## История
В середине XIX века деревня Лучинская 2-го стана Звенигородского уезда Московской губернии принадлежала детям тайного советника Голохвастова, в деревне было 38 дворов, крестьян 162 души мужского пола и 179 душ женского.
В «Списке населённых мест» 1862 года — владельческая деревня 2-го стана Звенигородского уезда по Московскому почтовому тракту из Москвы в Волоколамск, в 19 верстах от уездного города и 3 верстах от становой квартиры, при реке Магнуше, с 46 дворами и 262 жителями (105 мужчин, 157 женщин).
В 1886 году сельцо Лучинское являлось административным центром Лучинской волости Звенигородского уезда, в нём насчитывалось 52 двора, проживало 370 человек; в сельце располагалось волостное правление, имелась лавка. В окрестностях сельца находилось пять церквей, две школы, две больницы (одна из них — Московского воспитательного дома), лавка, суконная фабрика и две богадельни.
В 1899 году в сельце 391 житель, волостное правление, квартира полицейского урядника и сельское училище.
По данным на 1911 год число дворов составляло 71, также имелись земский приют, две чайные лавки, два кирпичных завода и лесной склад.
По материалам Всесоюзной переписи населения 1926 года — село, административный центр Лучинского сельсовета Лучинской волости Воскресенского уезда Московской губернии, на Волоколамском шоссе, в 1,1 км от станции Новоиерусалимская Московско-Виндаво-Рыбинской железной дороги; проживало 548 человек (252 мужчины, 296 женщин), насчитывалось 116 хозяйств, из которых 108 крестьянских, имелись изба-читальня, библиотека, школа 1-й ступени, работала сельскохозяйственная артель.
В ноябре-декабре 1941 года находилось под нацистской оккупацией.
С 1929 года является населённым пунктом Московской области в составе Лучинского сельсовета Воскресенского района (1929—1930), Лучинского сельсовета Истринского района (1930—1957, 1960—1963, 1965—1994), Лучинского сельсовета Красногорского района (1957—1960), Лучинского сельсовета Солнечногорского укрупнённого сельского района (1963—1965), Лучинского сельского округа Истринского района (1994—2006), сельского поселения Лучинское Истринского района (2006—2017), городского округа Истра (с 2017).

## Известные уроженцы
- Николай Заботин — советский разведчик, достигший значительных успехов в области атомного шпионажа